# Графство Лерин

Герб коннетаблей Наварры

Графство Лерин (Lerín) — феодальное владение на землях наваррской короны со столицей в Лерине, созданное в 1424 г. Карлом Благородным по случаю брака его побочной дочери Хуаны с Луисом де Бомонтом. 1-й граф Лерин и его потомки носили почётный чин коннетаблей Наварры.
Бомонты — младшая ветвь правившего в Наварре капетингского дома д’Эврё. Её родоначальник — Людовик д’Эврё, граф де Бомон. Хотя его первый брак с Марией де Лизаразу был признан недействительным, за время совместного проживания у супругов успело родиться трое детей, которые получили фамилию «Бомон» или «Бомонт» (Beaumont). В 1379 г. Карл Злой назначил старшего из них, Карлоса де Бомона, гонфалоньером (alférez) Наваррского королевства, то есть старшим представителем рыцарского сословия в составе наваррских кортесов.
Женой первого гонфалоньера была богатая наследница из Лабурдана — Анна де Куртон, дочь Арно де Куртона и Жанны д’Альбре, сеньоры де Гиш. В этом браке и родился 1-й граф де Лерин. Фактически замком Гиш и окрестными землями владели бароны де Грамон. Спор за Гиш и Бидаш вылился в вооружённое противостояние Бомонтов и Грамонов. Когда в Наварре попытался воцариться принц Вианский, именно Бомонт возглавил его сторонников (т.н. beaumonteses), а Грамон оказался по другую сторону баррикад, поддержав арагонского короля Хуана II.
Король Хуан в отместку за мятеж объявил о конфискации всех владений 1-го графа Лерина. Его сын и наследник, 2-й граф, проведя 4 года в заточении вместо принца Вианского, принял сторону короля, за что был удостоен титула маркиза Уэскар и руки внебрачной дочери монарха. Позднее он выступил с оружием против арагонцев, овладел Памплоной и возложил корону на чело инфанты Каталины. Впоследствии за интриги против дома Альбре был изгнан из Наварры с конфискацией имуществ, но продолжал удерживать ряд наваррских городов, включая Виану, при попытке отвоевать которую сложил голову знаменитый  Цезарь Борджиа.

После конфискации наваррскими королями дома Альбре владений 2-го графа Леринского его старший сын и преемник (3-й граф) возглавил испанское завоевание Наварры, именно его полк первым вступил в Памплону. Граф Лерин и его шурин герцог Нахера — единственные из наваррских вельмож, кто попал (в 1520 году) в избранное число первых грандов Испании. 

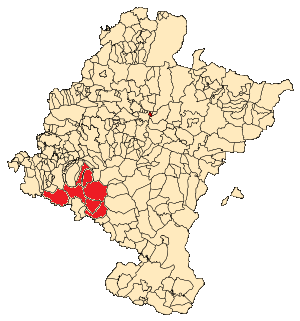
Графство Леринское на карте Наварры

4-й граф Лерин (старший сын 3-го) стал последним из Бомонтов мужского пола. После его смерти в 1565 году титул графа Лерина унаследовал его зять — второй сын «железного герцога» Альба. Внук 4-го графа, Антонио Альварес де Толедо, 6-й граф Лерин, после смерти своего бездетного дяди стал 5-м герцогом Альба. С тех пор титулы графа Лерин и маркиза Уэскар принадлежат герцогам Альба.

## Список графов Лерин
- Луис де Бомонт, 1-й граф Лерин (ум. 1462), ж. (с 1424) Хуана Наваррская, внебрачная дочь Карла III;
- Луис де Бомонт, 2-й граф Лерин, 1-й маркиз Уэскар (казнён 1508); ж. (с 1468) Леонора, внебрачная дочь Хуана II;
- Луис де Бомонт, 3-й граф Лерин, 2-й маркиз Уэскар (ум. 1530); ж. (с 1486) Брианда Манрике де Лара, дочь 1-го герцога Нахера;
- Луис де Бомонт, 4-й граф Лерин, 3-й маркиз Уэскар (ум. 1565); ж. Альдонса Фольк де Кардона, дочь 2-го герцога Кардона;
- Брианда де Бомонт, графиня Лерин (1540-68); м. (с 1565) Диего Альварес де Толедо (ум. 1583), 2-й сын 3-го герцога Альба.